# Brignoliella besuchetiana
Espèce
Brignoliella besuchetiana est une espèce d'araignées aranéomorphes de la famille des Tetrablemmidae.

## Distribution
Cette espèce est endémique du Meghalaya en Inde,.

## Description
Le mâle holotype mesure 1,45 mm.

## Étymologie
Cette espèce est nommée en l'honneur de Claude Besuchet.

## Publication originale
- Bourne, 1980 : New armored spiders of the family Tetrablemmidae from New Ireland and northern India (Araneae). Revue suisse de zoologie, vol. 87, p. 301-317 (texte intégral).